# Backhausteich
Der Backhausteich ist ein kleines, künstliches Stillgewässer.

## Geographie
Der Backhausteich liegt südlich des Jagdschlosses Kranichstein am Rand des Oberwalds.
Westlich des Backhausteiches befindet sich ein zweiter, kleinerer Teich; dem sogenannten Ententeich. Gespeist werden die Teiche durch mehrere kleine Bäche, die östlich des Backhausteiches im Wildpark Kranichstein entspringen.

## Geschichte
Benannt wurde der Teich nach dem heute nicht mehr existierenden Backhaus, das am Ufer des Sees stand.
Der Backhausteich wurde im Jahre 1579 – unter der Regentschaft des Landgrafen Georg I. – angelegt. Die Teichanlage stammt aus derselben Bauzeit wie das Jagdschloss.
Landgraf Georg I. begann mit der systematischen Teichwirtschaft. Den Landesherren half die Fischzucht bei der Versorgung ihrer großen Haushalte.

## Flora und Fauna

### Flora
Seerosen bedecken einen großen Teil des Teiches.

## Wandern
Der Backhausteich ist Ausgangs- und Durchgangspunkt mehrerer Wanderwege.

## Bildergalerie

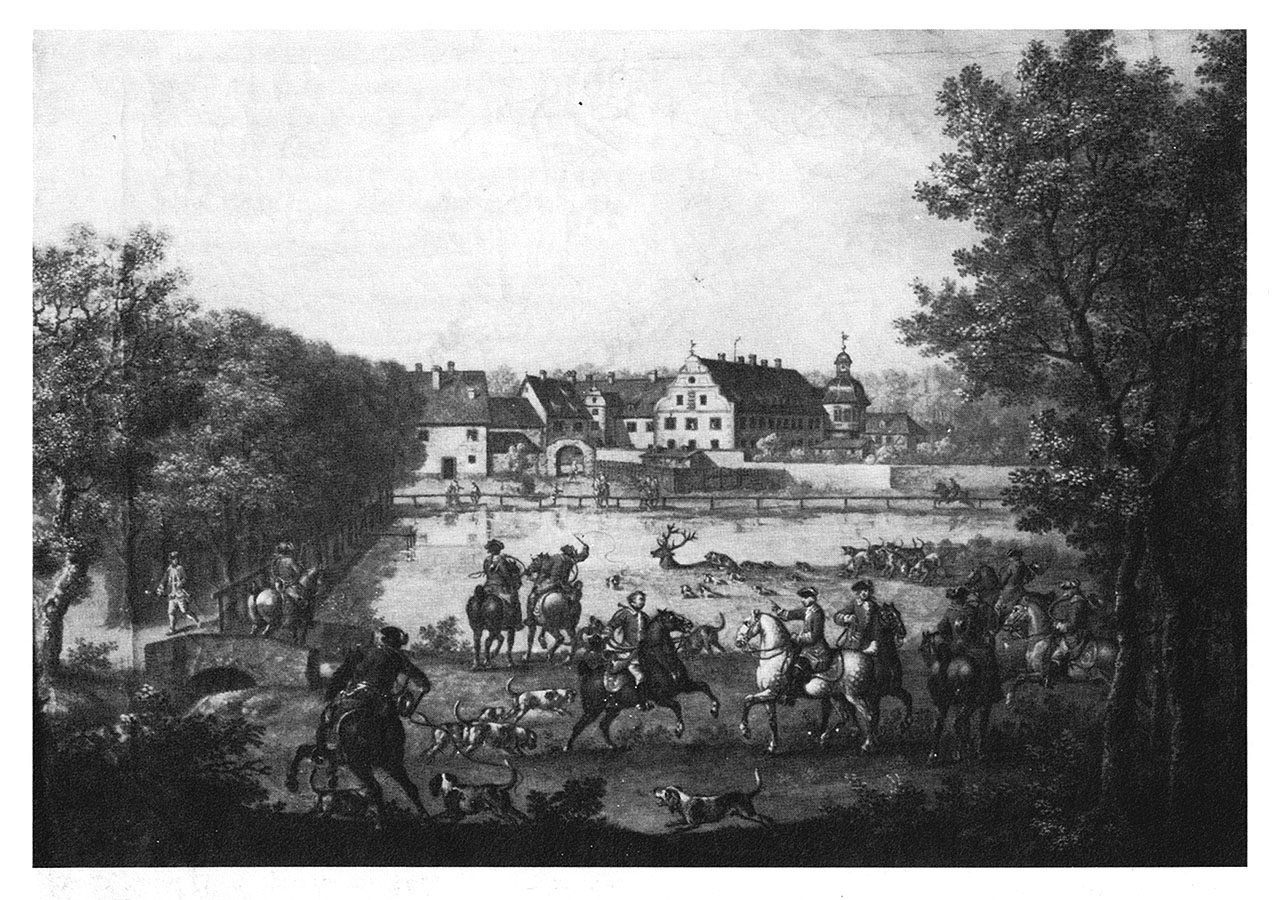
Backhausteich (1755)
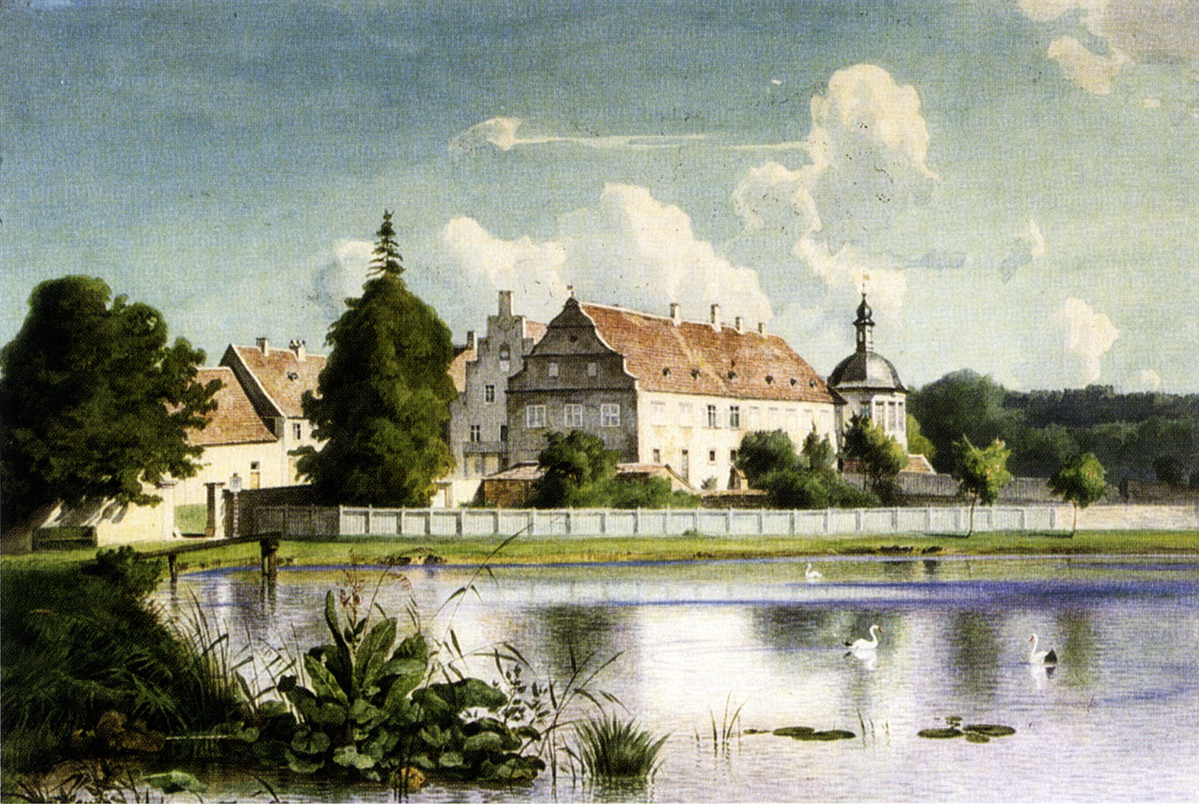
Backhausteich (1852)
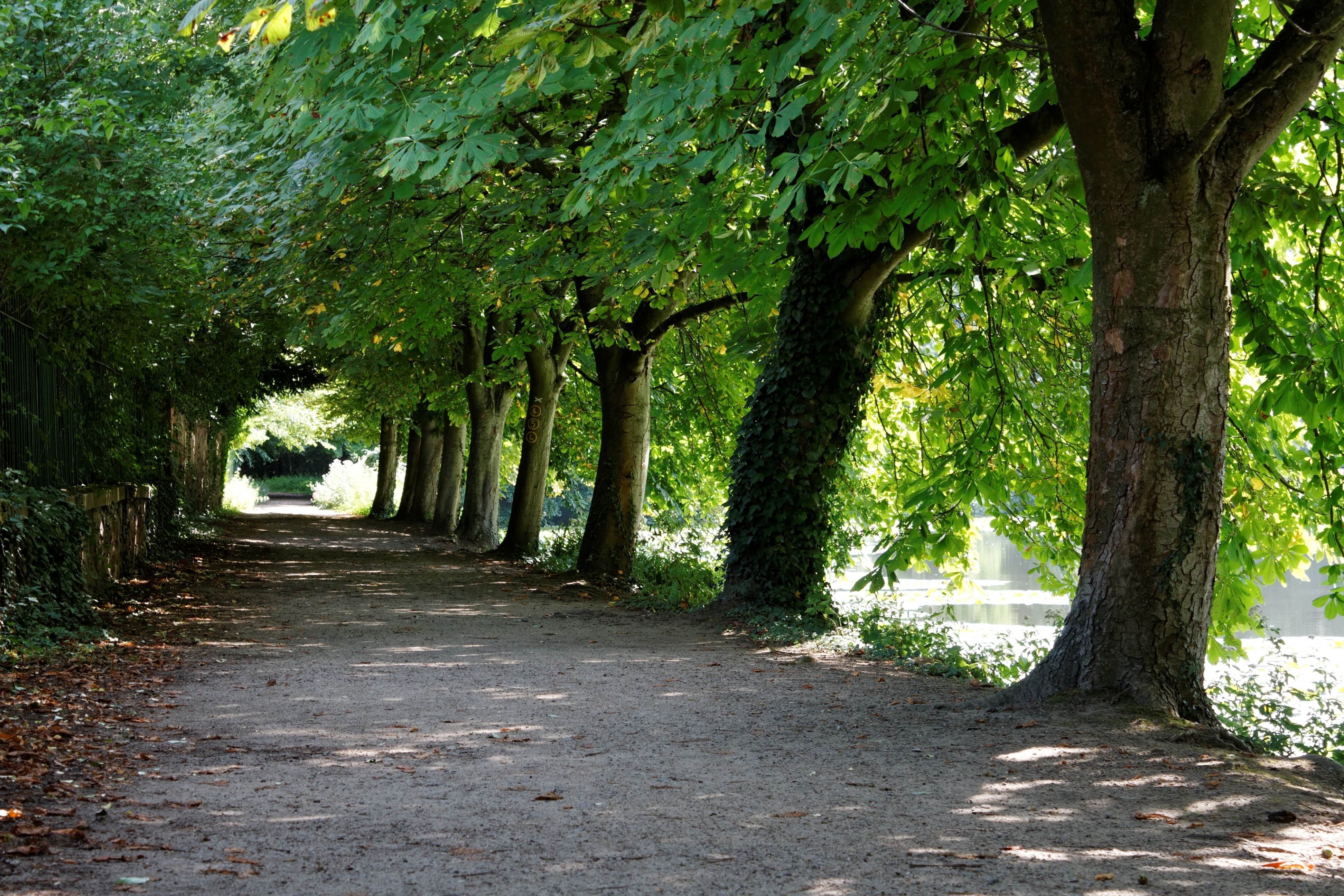
Allee am Backhausteich (2008)
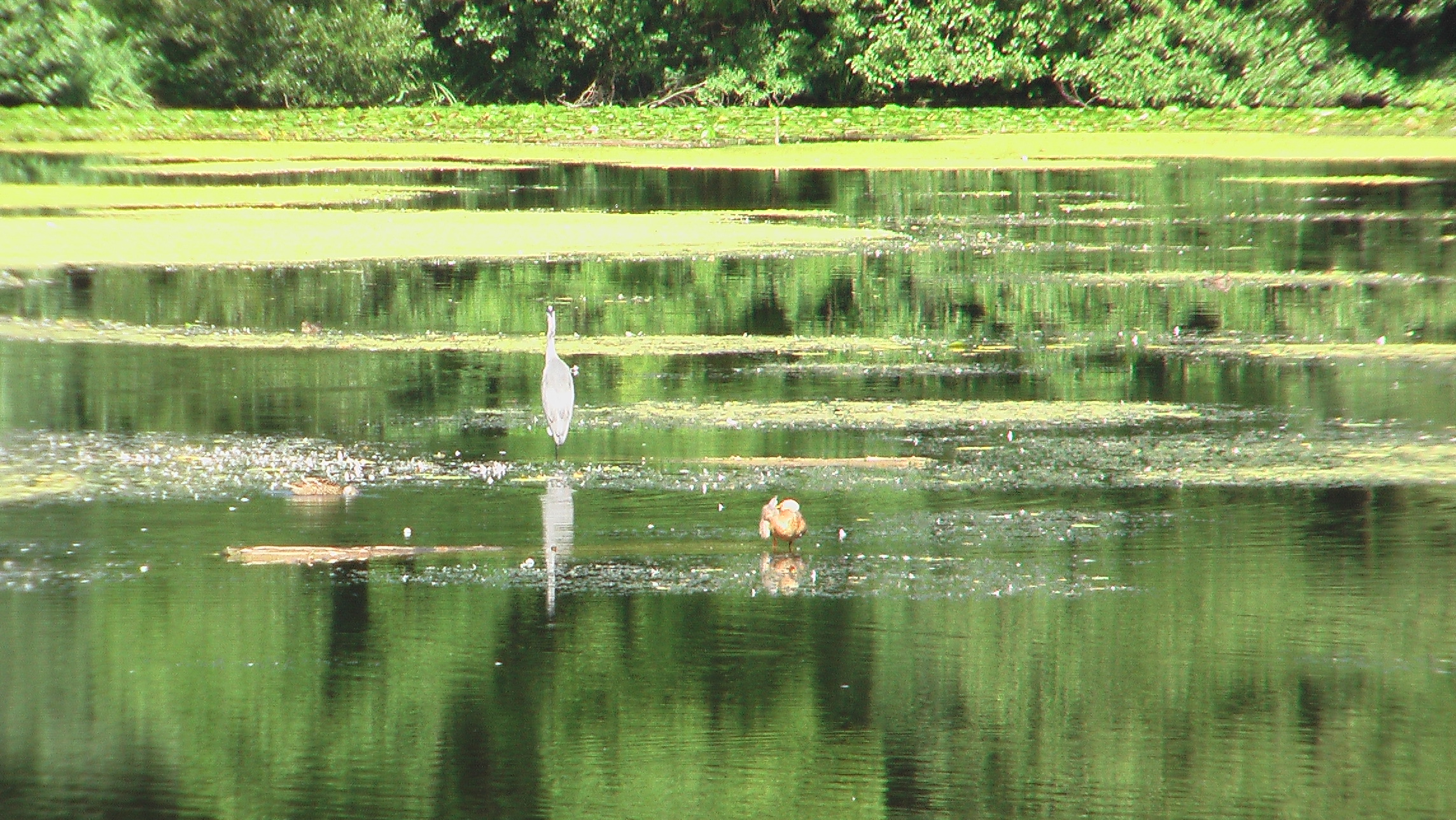
Backhausteich (2012)